# Squamulinoidea
Squamulinoidea, tradicionalmente denominada Squamulinacea, es una superfamilia de foraminíferos del suborden Miliolina y del orden Miliolida. Su rango cronoestratigráfico abarca desde el Cretácico superior hasta la Actualidad.

## Clasificación
Squamulinoidea incluye a la siguiente familia:
- Familia Squamulinidae